# Bandiera del Qatar
La bandiera del Qatar è stata adottata il 9 luglio 1971. La bandiera è granata con un'ampia banda cuneata bianca (con nove punte bianche) sul lato del pennone, aggiunta nella metà del XIX secolo.

## Storia
In origine la bandiera del Qatar, come quella degli stati confinanti, era rossa in sintonia con lo stendardo rosso dei musulmani kharigiti, ma il passaggio che l'ha portata al colore granata fu dovuto principalmente all'effetto della luce solare sulla tintura rossa usata nella lavorazione delle bandiere. Va detto anche che l'uso dei colori purpurei in questa nazione risale a molti secoli fa. Sembra che il Qatar sia stato tra i siti della prima produzione conosciuta di coloranti ottenuti dai molluschi durante il regno dei cassiti (XVI sec. a.C.) a causa della presenza di un'industria della porpora sulle isole di Al Khawr. Il Qatar era anche noto per la sua produzione di porpora durante l'Impero Sasanide.
Mohammed bin Thani, che ha governato dal 1847 al 1876, ha proposto la creazione di una bandiera con un colore rosso viola per unificare lo stato e per evidenziare il suo ruolo storico nella produzione di questa tintura. Nel 1932, la Marina britannica suggerì che si sarebbe dovuta progettare una bandiera ufficiale, e che questa bandiera fosse bianca e rossa, il paese ha quindi modificato la sua bandiera interamente rossa con l'aggiunta di una striscia verticale bianca all'aliante secondo la direttiva britannica. Dopo questa aggiunta, lo Sceicco Mohammed bin Thani ha adottato ufficialmente una bandiera viola-rossa e bianca, che ha una forte somiglianza con il suo moderno derivato, adottando stabilmente il colore caratteristico. Numerose aggiunte sono state apportate alla bandiera del Qatar nel 1932, con il bordo cuneato a nove punte, otto rombi e la parola "Qatar" scritta bianca in arabo. Il colore granata è stato standardizzato nel 1949. Nel 1960, Sheikh Ali Al Thani ha rimosso i rombi e la scritta dalla bandiera mantenendo il colore e la forma allungata dei cunei. La bandiera fu ufficialmente adottata il 9 luglio 1971 ed era praticamente identica alla bandiera degli anni '60.

## Bandiere storiche

Bandiera qatariota dal 1916 al 1936
Bandiera qatariota dal 1936 al 1949, vengono aggiunti dei rombi a incastro con i cunei e la scritta 'Qatar'
Ultima bandiera qatariota prima dell'indipendenza dall'Impero britannico (1949-1971)

## Caratteristiche e simbologia
La porzione bianca della bandiera simboleggia la pace procurata dalla firma dei trattati anti pirateria con gli inglesi.
La porzione granata, come detto sopra rimanda alla tradizione della porpora, e al tempo stesso è il colore, a suo modo tradizionale, che le bandiere tinte di rosso assumevano con l'invecchiamento alla luce solare.
Le nove punte bianche segnano il Qatar come nono paese dei "riconciliati Emirati" del Golfo Persico a seguito di un trattato di pace con l'Inghilterra.
La bandiera del Qatar ha preso ispirazione da quella del vicino Bahrein al quale era anticamente legato.
La bandiera del Qatar è l'unica bandiera ufficiale di uno stato ad essere larga più del doppio della sua altezza, ha un rapporto di 11:28